# Flower of Scotland
Flower of Scotland (em gaélico escocês:  Flùr na h-Alba, que em português significa "Flor da Escócia" é uma canção patriótica escocesa, que trata sobre a vitória dos escoceses, liderados por Robert the Bruce, contra a invasão inglesa, liderada por Eduardo II, na Batalha de Bannockburn, em 1314, foi composta em 1965 pelo conjunto The Corries. A canção ganhou força com o crescente movimento nacionalista escocês, e é por vezes usado como um hino não oficial do país, juntamente com Scots Wha Hae, Scotland the Brave e Highland Cathedral, além de ter sido usado desde a década de 90 pela seleção escocesa de rugby.

## Referendo para escolha do hino
| Música                      | Votos (%) |
| --------------------------- | --------- |
| Flower of Scotland          | 41%       |
| Scotland the Brave          | 29%       |
| Highland Cathedral          | 16%       |
| Is There for Honest Poverty | 8%        |
| Scots Wha Hae               | 6%        |